# Antygomonas incomitata
Antygomonas incomitata là một loài thuộc ngành kinorhyncha. Loài đặc biệt này được tìm thấy ở vịnh Vestar.